# FreeBasic
 (septembre 2012).
FreeBasic est un compilateur libre de langage BASIC pour les plateformes DOS, Linux et Windows. Il est placé sous licence publique générale GNU et permet de créer des exécutables 32 bits dans des modes graphiques haute résolution basés sur une bibliothèque graphique incorporée. De plus, il est possible d'appeler des bibliothèques externes, telles que GTK+, GSL, SDL, Allegro, Lua, OpenGL.
FreeBasic est largement compatible avec QuickBASIC, tout en apportant de nombreuses extensions. Certaines instructions et fonctions diffèrent dans des cas particuliers de celles des autres langages BASIC.
Sous Windows, FreeBasic dispose d'un éditeur, nommé FBIDE, qui permet d'émuler l'IDE de QuickBASIC, et aussi Fbedit.
FreeBasic utilise les outils de programmation du paquet GNU Binary Utilities et peut produire des exécutables en ligne de commande ou en mode graphique, ainsi que des bibliothèques statiques ou dynamiques.
Le compilateur, avec plus de 57 000 lignes de code, peut se compiler lui-même.
Très rapide : plus de 100 MegaFlops sur un petit netbook pc.

## Exemple de code
Un programme Hello world en FreeBasic :
```
print
 
"Hello, world"

sleep

```

Autre programme "hello" avec fenetre gui windows
```
#
Include
 
Once
 
"gui_chung.bi"

Dim
 
Shared
 
As
 
Integer
 
quit

Sub
 
subquit

	
quit
=
1

End
 
Sub

Sub
 
subhello
()

	
guinotice
 
"hello"

End
 
Sub

button
(
"win.hello"
,
"hello"
,
@
subhello
,
10
,
10
,
50
,
20
)

openwindow
(
"win"
,
"windowname"
,
10
,
10
,
300
,
200
)

trapclose
(
"win"
,
@
subquit
)

While
 
guitestkey
(
vk_escape
)
=
0
 
And
 
quit
=
0

	
guiscan

	
Sleep
 
20

Wend

guiclose

guiquit

End

```